# Кейтлін Дівер
Кейтлін Рошель Дівер (англ. Kaitlyn Rochelle Dever; нар. 21 грудня 1996, Фінікс, Арізона) — американська актриса. Вона стала відомою завдяки ролям у таких серіалах, як «Виправдано» (2011—2015), «Останній чоловік, який залишився» (2011—2021), «Неймовірне» (2019) і «Ломка» (2021).

## Біографія
Народилася у Фінікс, штат Арізона, 21 грудня 1996 року в сім'ї тренерів з катання на ковзанах Кеті та Тіма Дівер. У неї є дві молодші сестри, на ім'я Меді і Джейн. Окрім катання на ковзанах, її батько озвучував Динозавр Барні з 1999 по 2001 рік і є співвласником магазину кренделів у Філадельфія під назвою Pretzel Boy. У віці п'яти років батьки віддали її в школу акторської майстерності після того, як вона зацікавилася сценічним мистецтвом. Вона також брала участь у балеті, гімнастиці та каталася на ковзанах, але вирішила зосередитися на акторській майстерності після того, як побачила гру Тоні Коллетт у фільмі «Шосте відчуття» (1999). Її родина переїхала до Далласу, де вона зняла кілька рекламних роликів, а потім оселилася в Лос-Анджелес.

## Фільмографія

### Кінематограф
- 2009 — «Американська дівчина: Крісса сильно стоїть[en]»
- 2011 — «Училка»
- 2011 — «Дж. Едгар»
- 2011 — «Cinema Verite[en]»
- 2013 — «Захоплюючий час»
- 2013 — «Короткостроковий термін 12[en]»
- 2014 — «Лаги[en]»
- 2014 — «Чоловіки, жінки та діти[en]»
- 2017 — «Усі літа закінчуються[en]»
- 2017 — «Нам тут не місце[en]»
- 2017 — «Детройт»
- 2017 — «Зовні всередині[en]»
- 2018 — «Перший бігун[en]»
- 2018 — «Гарний хлопчик»
- 2019 — «Ті, що слідують[en]»
- 2019 — Booksmart[en]
- 2021 — «Дорогий Еван Хансен[en]»
- 2022 — «Квиток до раю»
- 2022 — «Розалін[en]»
- 2023 — «Наступний гол — переможний»
- 2023 — «Ніхто тебе не врятує»
- 2023 — «Добре горе[en]»
- 2025 — «Дім динаміту»

### Телебачення
- 2009 — «Гімнастки»
- 2009 — «Американська сімейка»
- 2010 — «Приватна практика»
- 2010 — «Party Down[en]»
- 2011 — «Менталіст»
- 2011—15 — «Виправдано[en]»
- 2011 — «Угамуй свій запал»
- 2011—21 — «Останній чоловік, який залишився[en]»
- 2019 — «Неймовірне»
- 2020 — «Домашнє кіно: Принцеса-наречена[en]»
- 2020 — «Прибережні еліти[en]»
- 2020 — «Країна монстрів[en]»
- 2021 — «Передумова[en]»
- 2021 — «Ломка»
- 2025 — «Яблучний оцет»
- 2025 — «Останні з нас»